# Football Club Lugano
El FC Lugano és un club suís de futbol de la ciutat de Lugano.

## Història
L'AC Lugano nasqué l'any 2003 després de la fallida econòmica soferta pel FC Lugano, que havia estat fundat l'any 1908. Disputa els seus partits a l'Estadi Cornaredo. L'actual entrenador alemany Ottmar Hitzfeld disputà entre 1978 i 1980 els seus darrers anys com a jugador. L'any 2008 retornà al nom Football Club Lugano.

## Palmarès
- 3 Lliga suïssa de futbol: 1938, 1941, 1949
- 3 Copa suïssa de futbol: 1931, 1968, 1993

## Jugadors destacats
- Ronnie O'Brien
- Mauro Galvao
- Nelson Dida